# 금성지구
금성지구는 강원도의 김화군의 옛 금성군 지역 남부로, 6.25 전쟁의 전선이 되었던 지역이다. 
원남·원동·임남면의 남부 지역이다. 한국 전쟁 당시 대한민국의 전선이 돌출하여 금성천 북안 지역은 금성 돌출부라고 불렸다. 1953년 7월 금성 전투의 결과 금성천 북안 지역을 잃었다. 이지역의 행정 사무는 근남면에서 대행한다. 하지만 관할 사단도 화천군에 본부를 둔 제7보병사단이 주둔하고 있다.

## 교통
주파령을 통해 화천군과 이어진다. 제7보병사단 장병과 면회객을 위해 화천군의 농어촌버스 27번이 운행된다.

## 같이 보기
- 금성군 (강원도)
- 철의 삼각지대
- 땅거스러미
- 금성 전투
- 금성 진격전